# Luchtmobiele troepen

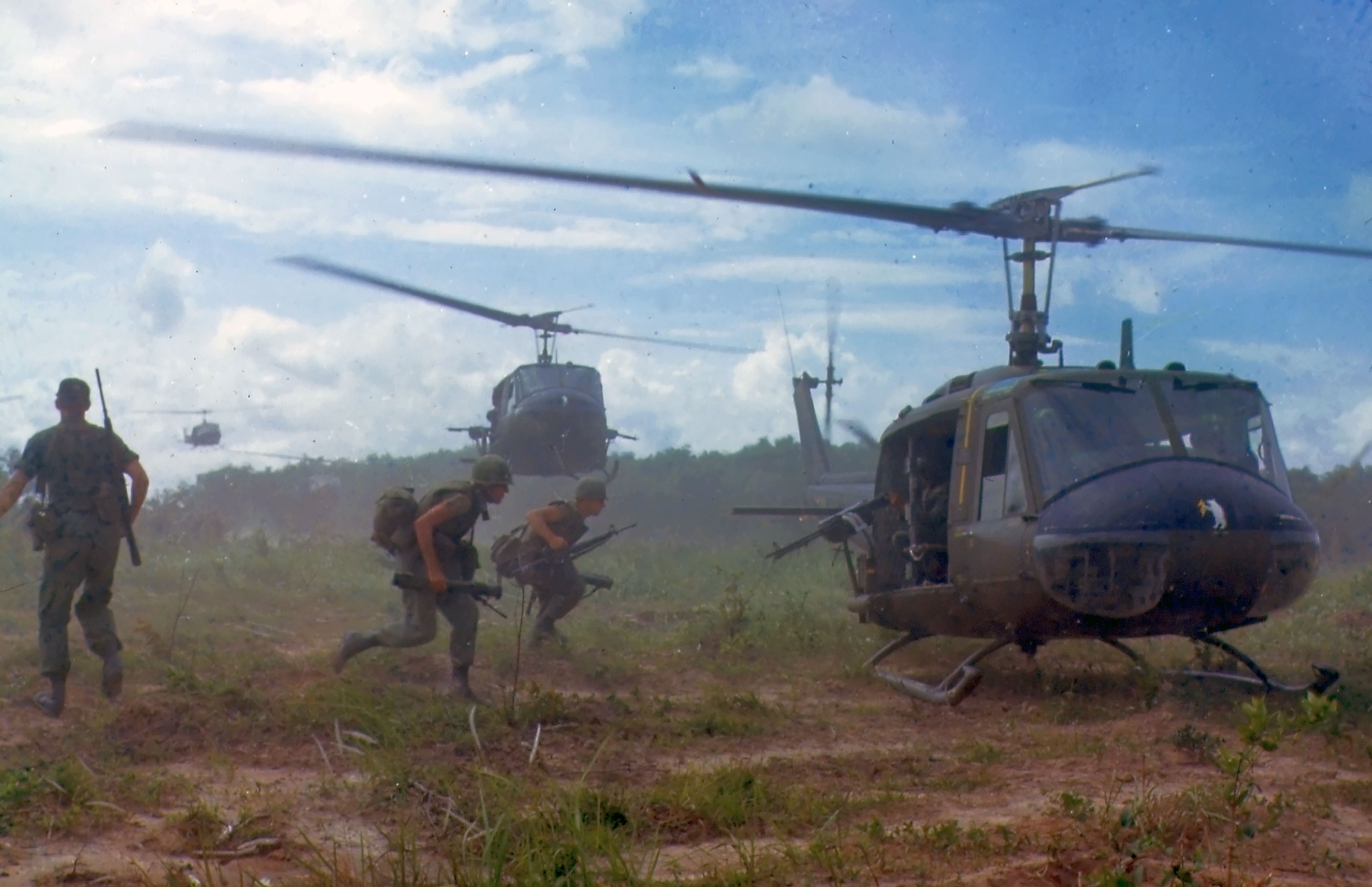
Luchtmobiele actie tijdens de Vietnamoorlog

Luchtmobiele troepen zijn bij strijdkrachten grondgebonden gevechtseenheden die de lucht gebruiken om zich te verplaatsen en vanuit de lucht gevechtsondersteuning ontvangen van aanvalshelikopters en andere gevechtsvliegtuigen.

## Kenmerken
Luchtmobiele troepen verplaatsen zich in het gevechtsterrein behalve met (lichte) vervoermiddelen ook en eigenlijk vooral met transporthelikopters en worden in het gevecht gesteund door gevechtshelikopters en/of gevechtsvliegtuigen die gespecialiseerd zijn in het bestrijden van kleine en mobiele doelen.
Luchtmobiele troepen moeten niet verward worden met parachutisten en luchtlandingstroepen. 
Luchtmobiele troepen hebben hun waarde in een conflict waar, door toegenomen mechanisering (tanks, pantservoertuigen) aan beide zijden alleen nog voordeel gehaald kan worden door troepen snel door de lucht verplaatsen voor hit-and-run acties. Omdat ook al het materieel door de lucht verplaatst moet worden kunnen de troepen alleen van lichte uitrusting voorzien zijn. De benodigde slagkracht zal dan geleverd moeten worden door (draagbare) antitankwapens en gevechtshelikopters. Luchtmobiele troepen zijn minder geschikt om een verdedigend gevecht te voeren.
Het denken over luchtmobiele eenheden kreeg in de NAVO vooral een impuls na de lancering van Airland Battle 2000 door generaal Rogers.

## Nederland
De Koninklijke Landmacht in Nederland heeft sinds begin jaren negentig een Luchtmobiele Brigade (de "11e brigade"). Voor de ondersteuning daarvan heeft de Koninklijke Luchtmacht een "Defensie Helikopter Commando" (DHC)met 13 middelzware en 17 lichte transporthelikopters en 30 gevechtshelikopters. Samen vormen zij 11 Air Manoeuvre Brigade.
Nederlandse luchtmobiele militairen zijn te herkennen aan de rode baret. Deze wordt uitgereikt na het afronden van de Algemene Militaire Opleiding Luchtmobiel (AMOL).